# Friede von Teusina

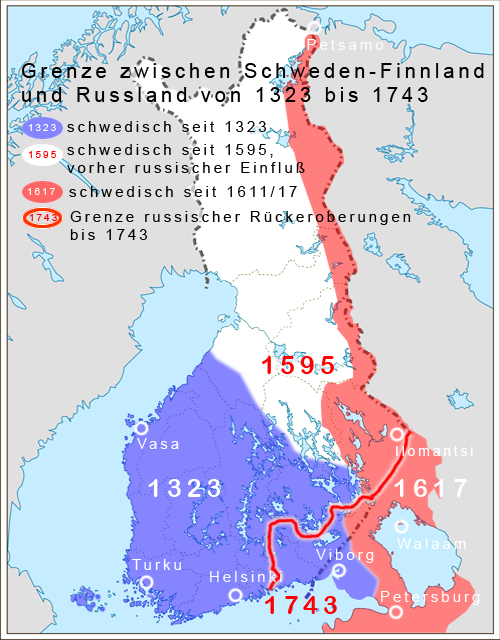
Durch den Frieden von Teusina erwarb Schweden Nordfinnland (weiß)

Im Frieden von Teusina (schwedisch freden i Teusina, russisch Тявзинский мирный договор, finnisch Täyssinän rauha) wurde am 18. Mai 1595 der Grenzverlauf zwischen Schweden und Russland neu festgelegt.
Der namengebende Ort war eine Siedlung auf dem rechten Ufer der Narva, russisch Тя́взино genannt, schwedisch Teusina, finnisch Täyssinä, estnisch Tjavzino, gegenüber der damals schwedischen Festung und Stadt Narva gelegen, heute im Stadtgebiet von Iwangorod.

## Bestimmungen
Der Friede von Teusina beendete eine 25 Jahre währende kriegerische Auseinandersetzung zwischen beiden Reichen, die in der schwedischen Geschichtsschreibung als Nordischer fünfundzwanzigjähriger Krieg (Nordiska tjugofemårskriget, 1570–1595) bezeichnet wird. Die seit dem Vertrag von Nöteborg 1323 gültige Grenze durch Karelien wurde dabei zugunsten Schwedens nach Osten verschoben. Die neue Grenze verlief nun östlich der Olafsburg und der Ortschaft Kainuu. Schweden musste dafür im Gegenzug auf einige in Ingermanland eroberte Gebiete verzichten.

## Folgevertrag
Anderthalb Jahre später eroberte Schweden diese Gebiete erneut und erzwang schließlich 1617 den Frieden von Stolbowo.

## Trivia
Die Grenzziehung bildet den Handlungsrahmen für den Film Sauna des Finnen Antti-Jussi Annila.